# Radomirovac
Radomirovac (szerbül: Радомировац, korábbi neve Svinjuha), falu Bosznia-Hercegovinában, Bosanska krajina területén, Novi Grad községben, a Szerb Köztársaságban.

## Fekvése
Bosznia-Hercegovina nyugati részén, Banja Lukától légvonalban 60, közúton 82 km-re északnyugatra, községközpontjától légvonalban 10, közúton 13 km-re délkeletre, a Japra-folyó jobb partjától keletre és a Szana folyótól nyugatra fekvő dombvidéken, 150 – 250 méteres tengerszint feletti magasságban fekszik. Több, a dombok közt szétszórtan fekvő, kisebb faluból áll. A településen átfolyik a Velika Rijeka folyó. Régebben mintegy húsz vízimalom működött rajta, a 2012-es adatok szerint ezekből csak a „Jasnovac” vízimalom maradt meg, amely körülbelül 150 éves. Radomirovac forrásokban gazdag. A Novi Grad felé vezető út mellett több nyilvános kutat is építettek.

## Népessége
| Nemzetiségi csoport | Népesség 1991 | Népesség 2013 |
| ------------------- | ------------- | ------------- |
| Szerb               | 549           | 431           |
| Bosnyák             | 0             | 0             |
| Horvát              | 1             | 2             |
| Jugoszláv           | 3             | 0             |
| Egyéb               | 4             | 1             |
| Összesen            | 557           | 434           |

## Története
A települést korábban Svinjuhának hívták, de a településen szolgáló Miloš Kragulj pap javaslatára, aki nem kedvelte a régi nevet, Radomir Putnik szerb tábornokról, a szerb hadsereg első világháborús főparancsnokáról nevezték el.
A térség 1537-ben Blagaj várának elestével került török kézre. Az oszmán megszállás alatt Radomirovac a szerb felkelők és a törökök közötti csaták színhelye volt. A település területén található egy domb, melynek tetején a török időkben szerb fatemplom állt, jelenleg pedig egy régi temető maradványai láthatók itt. E domb körül a szerbek két nagy árkot ástak, amelyek minden oldalról körbekerítik a dombot, és a templom védelmére szolgáltak. A néphagyomány szerint amikor a szerbekkel vívott harcok után a törökök a templomhoz érkeztek, elhatározták, hogy felgyújtják azt, de erre egy szerbet akartak rávenni. Ebből a célból elfogták Stolican Stjepanovićot, és megparancsolták neki, hogy ő gyújtsa fel a templomot, és cserébe nem végzik ki. A templom leégett, Stolicant pedig mégis megölték a törökök.  A település 1878-ig tartozott az Oszmán Birodalomhoz, ekkor a berlini kongresszus határozata alapján az Osztrák-Magyar Monarchia része lett.
1879-ben az első osztrák-magyar népszámlálás során Novi község részeként Svinjuha településnek 138 háztartása és 821 ortodox szerb lakosa volt. 1910-ben Novi község részeként Svinja faluban 209 házat, 1441 ortodox szerb, 13 muszlim és 7 katolikus horvát lakost találtak.
A monarchia szétesésével 1918-ben előbb a Szerb-Horvát-Szlovén Királyság, majd 1929-től a Jugoszláv Királyság része. 1921-ben Svinja falunak 207 háza és 1378 lakosa volt.
Jugoszlávia megszállása után a falu a Független Horvát Állam (NDH) része lett. 1945-től a település a szocialista Jugoszlávia része volt. A második világháború után, 1947-ben a szerbek fát hoztak a településről a templom újjáépítéséhez, de a kommunisták ellenezték az újjáépítést, ezért elhordták a fát és istállókat csináltak belőle. A Bosznia-Hercegovinában zajló polgárháború idején a település a Boszniai Szerb Köztársaság része volt. A daytoni békeszerződést követő területfelosztásnál a település, Novi Grad község részeként a Szerb Köztársaság területéhez került.

## Gazdaság
A Radomirovac központjában található fafeldolgozó üzem Sokolište, Radimirovac és Gornji Agići lakosait alkalmazza.

## Oktatás
A radomirovaci általános iskola a svodnai „Dragan Vujanović” általános iskola területi iskolája. Az iskola épülete 1930-ban épült.

## Nevezetességei
- A radomirovaci ortodox plébánia területén a szerb ortodox egyháznak három temploma található.[3]  A központi plébániatemplom Vitasovciban, Sokolište településen áll, Dvorna faluban található a Mária Magdolna tiszteletére szentelt templom, a harmadik pedig Agići Jézus színeváltozásának tiszteletére szentelt temploma.[3]
- A Boszniai Szerb Köztársaság hadserege elesett katonáinak emlékművét az MZ Radomirovci (Sokolište és Radomirovci falvak helyi önkormányzata) állította.[3] Az emlékmű mellett a temetőben található a Boszniai Szerb Köztársaság hadserege katonáinak emléktáblája is.[3] Az emléktáblát 2007-ben a Szerb Köztársasági Veteránok Szervezete állította. Az emléktábla az elesett VRS-harcosok nevét tartalmazza, 11-et Radomirovciból, 14-et Sokolištéből, 11-et Vitasovciból és 10-et Trgovištéből.[3] A temetőben egy másik emléktábla is található „Radomir Putnik tábornoknak és a szalonikai harcosoknak 1914-1918” az emlékére. Az emléktáblán a 8 radomirovci, 11 sokolištei és 9 vitasovci halott neve szerepel. A temető partizánemlékművét 1957-ben állították fel, amikor a második világháborúban elesettek csontjait ide szállították át.[3] A temető bejáratánál egy nagy felirat található: „A NOR és a ŽFT, radomirovaci, sokolištei, vitasovci és Trgovištei elesett harcosainak temetője". A temetőben a fasizmus 335 áldozatát és 218 elesett partizánharcost temették el.[3]

## Fordítás
- Ez a szócikk részben vagy egészben  a(z)   Радомировац című szerb Wikipédia-szócikk ezen változatának fordításán alapul.  Az eredeti cikk szerkesztőit annak laptörténete sorolja fel. Ez a jelzés csupán a megfogalmazás eredetét és a szerzői jogokat jelzi, nem szolgál a cikkben szereplő információk forrásmegjelöléseként.